# Sveriges historiska unioner
Sveriges historiska unioner har varit åtskilliga.

## Historiska unioner
Under historisk tid har Sverige ingått union med en rad stater, varav flertalet är att beteckna som personalunioner, även kallade dynastiska unioner. Dessutom har Sverige deltagit i ett stort antal militärallianser.
- Norge 1319–1343 och 1362–1364 (personalunion):
  - Magnus Eriksson var kung av Norge 1319–1343 och Sverige 1319–1364.
  - Håkan Magnusson var kung av Norge 1355–1380 och medkung av Sverige 1362–1364.
- Skåne med Ven och Blekinge 1332–1360 (personalunion):
  - Magnus Eriksson köpte 1332 det skånska pantlänet av greve Johan III av Holstein. Enligt överenskommelsen skulle Skåne inte bli en integrerad del av det svenska riket.
  - Bengt Algotsson var 1353–1356 Magnus Erikssons ståthållare över Skåne.
  - Erik Magnusson, som vid fem års ålder valdes till kung av Sverige 1344 i strid mot fadern Magnus Eriksson, betitlades även herre över Skåne. Vid mötet i Jönköping 1357 tvingades Magnus avsäga sig provinsen till Erik.
  - Valdemar Atterdag, kung av Danmark 1340–1375, erkände 1343 Sveriges överhöghet över Skåne och Blekinge, i utbyte mot Magnus Erikssons besittningar väster om Öresund: Samsø samt Kalundborg, Vordingborg och Köpenhamn på Själland.
  - Från 1356 erhöll Albrekt den store av Mecklenburg Skanör och Falsterbo, som  pantlän på 12 år.
  - 1360 återerövrades Skånelandskapen av Danmark.
- Mecklenburg-Schwerin 1384–1389 (personalunion).
- Kalmarunionen: Sverige (inklusive Finland) med Danmark och Norge (inklusive Island och Färöarna) 1397–1524 (personal- och realunion).
  - Instiftades formellt vid unionsmötet i Kalmar 1397, i praktiken redan 1389, då drottning Margareta, som redan var regerande drottning av Danmark och Norge, blev regerande drottning av Sverige.
  - Förutom de instiftande staterna ingick:
    - Grönland under Norge till mellan 1369 och 1409.
    - Shetlandsöarna och Orkneyöarna under Norge till 1468.
    - Slesvig som Holstein-Rendsburgs län under Danmark till 1390, därefter som Holsteins län under Danmark till 1460.
    - Rügen som Pommern-Wolgasts län under Danmark till 1438.
    - Helgoland under Danmark till början av 1400-talet.
    - Gotland under Danmark till 1394; 1408–1439 och från 1449.
    - Pommern-Stolp 1397–1439 (personalunion).
    - Oberpfalz 1443–1448 (personalunion).
    - Schleswig-Holstein från 1460 (personalunion).

  - Fyra gånger bröt sig Sverige ut ur unionen: 1448–1457; 1464–1497; 1501–1520 och från 1523. 1449 deltog även Norge i utbrytningen i personalunion med Sverige.
  - Upplöstes formellt vid Malmö recess 1524, men inte förrän vid freden i Stettin 1570 avsade sig Danmark alla anspråk på att återupprätta unionen.
- Polen-Litauen 1592–1599 (personalunion).
- Stralsund 1628–1630 och Pommern 1630–1638 (försvarsunion).
  - Det formella skälet för Sverige att inträda i trettioåriga kriget som pågått sedan 1618.
- Kleeburg 1652–1787 (personalunion).
- Pfalz-Zweibrücken 1681–1718 (personalunion).
- Hessen-Kassel 1730–1751 (personalunion).
- Svensk-norska unionen 1814–1905 (personalunion).
- Skandinaviska myntunionen med Danmark och Norge 1873–1924 (valutaunion).

## Nutida unioner
- Nordiska passunionen från 1954 (passunion).
- Europeiska unionen (EU) från 1995.
- Schengensamarbetet från 2001 (passunion)

Ersätter huvudsakligen Nordiska passunionen.

## Liknande förhållanden
I sammanhanget kan även nämnas:
- Sverige 995–1442 och 1560–1689.
Det är mycket omdiskuterat hur Sveriges tidiga utveckling mot enhetsstat gick till. Att det från tid till annan fanns rivaliserande kungar är inte omstritt, men i vilken mån vissa skeden kan liknas vid unioner, förbund eller separata stater är mer osäkert.
  - Den förste som med säkerhet var kung över Sverige som riksenhet var Olof Skötkonung ca 995–1022.
  - Den siste kungen av Götaland ska ha varit Inge den äldre av Stenkilska ätten. Han regerade möjligen tillsammans med brodern Halsten omkring 1066 och ensam senast från 1080. Omkring 1087 besegrade han Blot-Sven och regerade sedan hela dåvarande Sverige till senast 1105.
  - Men även under tronstriderna mellan de Sverkerska och Erikska ätterna 1156–1234 hade Sverige rivaliserande kungar vid flera tillfällen. Likadant var det under Folkungatiden och Bjälboätten 1266–1364.
  - Först med Kristofers landslag från 1442 slogs det fast att Sverige bara fick ha en kung. Enligt landskapslagarna, tidigast från 1250-talet och framåt, och Magnus Erikssons landslag, från mitten av 1300-talet, skulle kungen rida eriksgata för att få sin värdighet bekräftad i varje lagsaga. Den siste att följa denna sed var Karl IX.
  - I sitt testamente delade Gustav Vasa ut ärftliga hertigdömen till sina söner. Först 1689 avskaffades det sista av Sveriges hertigdömen.
  - Från 1540-talet till 1973 var Sveriges kungatitel Sveriges, Götes och Vendes konung. Tillägget om Vende kom i samband med anspråken på Gotland i konkurrens med Danmark.
  - Johan III utökade 1581 kungatiteln med storhertig av Finland. 1360 hade Magnus Eriksson förklarat att Finland var en jämställd del av Sverige.
- Påvestolen och Romersk-katolska kyrkan 1248–1531.
  - I och med Olof Skötkonungs dop ca 1008 blev Sverige del av ärkestiftet Hamburg-Bremen som bildats år 848. Skara stift kom till ca 1014. 1103/1104 lösgjordes de nordiska kyrkorna från Hamburg-Bremen med Lunds stift som ärkestift. Mellan 1133 och 1138 var de nordiska kyrkorna åter tillfälligt underordnade Hamburg-Bremen. 1152 blev Sverige en nationell kyrkoprovins med Uppsala som ärkestift.
  - Erik Knutsson var den förste svenske kungen som man vet kröntes 1210, varmed kyrkan bekräftade kungamaktens värdighet.
  - Vid mötet i Skänninge 1248 underställdes kyrkan i Sverige påven.
  - Den svenska reformationen inleddes med riksdagen i Västerås och Västerås recess 1527.
  - När Gustav Vasa 1531 utnämnde Laurentius Petri Nericius till ärkebiskop bröt Sverige i praktiken med Katolska kyrkan.
  - 1541 blev Svenska kyrkan statskyrka.
  - Vid riksdagen i Västerås 1544 blev reformationen formellt bekräftad.
  - Vid Uppsala möte 1593 antogs Augsburgska bekännelsen.
- Hansan 1252–1536.
  - Birger jarl beviljade Hansan handelsrättigheter i Stockholm 1252.
  - Hansan hade även representation i Kalmar, Lödöse och Söderköping.
  - Genom deltagandet på Danmarks sida i grevefejden 1534–1536 bröt Gustav Vasa Hanseförbundets inflytande över svenska städers utrikeshandel.
- Estland 1561–1674
  - 1561, efter Tyska ordens sammanbrott, anslöt sig Reval (Tallinn), tillsammans med Harrien (estniska Harju), Jerwen (estniska Järva) och Wierland (estniska Viru) till Sverige för beskydd mot Ryssland och Polen-Litauen.
  - 1674 blev Estland svenskt generalguvernement.
- Velikij Novgorod 1611–1617.
  - Under det ingermanländska kriget intogs staden Novgorod 1611 (Belägringen av Novgorod) under befäl av Jacob De la Gardie. Sveriges kung Karl IX erkändes som skyddsherre och hans son Karl Filip lanserades som pretendent till positionen som tsar i Ryssland. Detta skede i Rysslands historia är känt som stora oredan. Vid freden i Stolbova 1617 erkändes Kexholms län som svenskt och Sverige utrymde Novgorod.
- Tysk-romerska riket 1648–1806.
  - Westfaliska freden 1648 gjorde Sveriges regenter till riksfurstar i Tysk-romerska kejsardömet tills det upplöstes 1806. Det svenska kungahuset representerade besittningarna Bremen-Verden 1648–1719 och Pommern 1648–1814.
- Ostpreussen 1656.
  - Vid fördraget i Königsberg 7 januari 1656 gjorde Sverige och Brandenburg upp om att Ostpreussen skulle vara län under Sverige och att Sverige skulle få hälften av tullinkomsterna. Redan vid fördraget i Libau 10 november 1656 löstes Brandenburg från detta avtal. (Se vidare Preussen (svenskt generalguvernement).)
- Polen 1704–1709.
  - Karl XII tvingade under sitt polska fälttåg Polen att 1704 välja Stanisław Leszczyński, vojvod av Poznań (tyska Posen), till kung. 1709 tvingades denne i svensk landsflykt varefter han fick det svenska kungahusets hertigdöme Pfalz-Zweibrücken som hemvist 1714–1718; under polska tronföljdskriget på nytt polsk kung 1733; samt slutligen hertig av Lothringen 1737–1766.
- Holstein-Gottorp 1743–1745 och Lübeck 1743–1750.
  - Adolf Fredrik av Holstein-Gottorp valdes till svensk tronföljare 1743. Han var då administrator av hertigdömet Holstein-Gottorp (1739–1745) och furstbiskop av Lübeck (1727–1750). 1751 blev han kung av Sverige. De svenska regenterna av ätten Holstein-Gottorp 1751–1818 lade hertig av Kreis Stormarn till den svenska kungatiteln och Stormarns vapen ingick i stora riksvapnet. Stormarn löd dock under Holstein-Gottorp till 1773, varefter det införlivades med hertigdömet Schleswig-Holstein i personalunion med Danmark.
- Furstendömet Pontecorvo 1810–1810
  - 1806 förlänade Frankrikes kejsare Napoléon Bonaparte Pontecorvo i Lazio som furstendöme till marskalken Jean Baptiste Bernadotte, som 1810 utsågs till svensk tronföljare. I samband härmed avsade sig Bernadotte furstendömet mot en utlovad ersättning, som frös inne då Sverige inte anslöts till kontinentalsystemet, Napoléons handelsblockad mot Storbritannien. Sedan Bernadotte 1818 blev kung av Sverige under namnet Karl XIV Johan, har Pontecorvos stadsvapen ingått i Stora riksvapnet.
- Guadeloupe 1813–1814
  - Guadeloupe överläts av Storbritannien till Karl XIII som ersättning för Sveriges deltagande i alliansen mot Napoléon under slutet av Napoleonkrigen. Vid freden i Paris 1814 tillföll kolonin Frankrike mot att Storbritannien ersatte det svenska kungahuset med den s.k. Guadeloupefonden.
- Hertigdömet Galliera 1823–1837
  - 1813 förlänade Napoléon Galliera i Bologna som hertigdöme till Josefina av Leuchtenberg. 1823 gifte hon sig med Sveriges kronprins Oscar. 1837 såldes Galliera till Kyrkostaten. Det efter försäljningen bildade fideikommisset, Gallierafonden och Gallierasamlingen, kommer att tillfalla kronprinsessan Victoria efter kung Carl XVI Gustaf.